# Sport Lima
Sport Lima, era un club perteneciente al Distrito de Lima, del Departamento de Lima, del Perú, fundado a principios del año 1902. Inicialmente Sport Lima sólo participó en campeonatos y torneos organizado por equipos de Lima y del Callao. También es uno de los equipos más antiguos del balompié nacional.
Pero el equipo renació en un pequeño grupo de estudiantes del colegio José del Carmen Marin Arista, el equipo salió campeón en un pequeño torneo y es así como irá tomando fuerza, el torneo fue en el ipd de bayobar y solo había 2 equipos y aunque la gente no lo tome en cuenta quedó escrita como la última victoria del equipo limeño que está volviendo a renacer.

## Historia
Sport Lima, se formó como club de fútbol, en el año 1902. Fue uno de los clubes fundadores de la Liga Peruana de Fútbol; donde se le invitó a participar. Sport Lima integró la Segunda División de La Liga Peruana de Football en 1912 (también denominado División Intermedia). Desde entonces no obtuvo la oportunidad de subir a la Primera División. El club, se mantuvo en la División Intermedia hasta 1916. Posteriormente, el club retornó a su liga de origen, denominado Segunda División Liga Provincial de Lima por pocos años.
Luego el club se afilia a la Federación Sportiva Nacional (FSN), (también llamada Federación Deportiva Nacional). Este ente, orgazinó campeonatos de fútbol, independientemente de la Liga Peruana de Fútbol.  Para 1920, varios clubes disidentes de la Liga Peruana de Fútbol, entre ellos el Sport Lima, funda la Asociación Amateur de Football. Participó pocos años hasta su desaparición.

## Actualidad
El Sport Lima, el equipo renace y se refunda a través de un pequeño grupo de estudiantes del Colegio José del Carmen Marin Arista, del Cercado de Lima. Participó en un pequeño torneo de fútbol, organizado por el Complejo Deportivo de Bayovar en el 2019. Logró consagrarse campeón del torneo. El nuevo equipo del Sport Lima comienza su proceso de preparación y maduración como club para volver a competir, en todas las etapas de la Copa Perú.

## Nota de clubes no relacionados
Existe el club Sport Lima S.A.C. fundado en 2010. Afiliado en la Liga Distrital de Jesus María. El club, cuenta con escuelas y academias de fútbol en el  Distrito de San Martín de Porres y posteriormente en el Distrito de Jesús María. Sin embargo, no se encuentran referencias que certifiquen su conexión con el club original.

#### Sport Lima S.A.C.
| Titular 1 | Titular 2 | Alterna 1 |  |

A su vez, existe otro club fundado en el 2016, llamado Club Sport Lima del Departamento de Piura. Este club hasta la fecha, participa en la Segunda División Distrital de Piura. A pesar del nombre, no está relacionado al club primario.

#### Sport Lima de Piura
| Titular 1 | Titular 2 |  |

Luego tenemos el caso de la Sport Club Lima. Este equipo pertenece al Distrito de Villa El Salvador. Fue fundado en el 2017, por la ONG del mismo nombre. Es una institución dedicado al fomento del deporte y la formación de jugadores de fútbol.

#### Sport Club Lima
| Titular | Alterno |  |

Seguidamente tenemos el caso del Club Sport Lima del centro poblado de Chiapon, Distrito de San Miguel, de la Provincia de San Miguel, Región de Cajamarca. El club fue fundado en el 2019. Es un equipo dedicado al fútbol 8 y fútbol 7. Participa en campeonatos organizado por el Distrito. Posteriormente , el equipo cambió de denominación a Sport Chiapon Lima. Sin embargo, a pesar de la similitud del nombre, no guarda relación con el equipo histórico.

#### Sport Club Lima de Chiapon
| Titular 1 | Titular 2 | Alterno 1 | Alterno 2 |  |

Otros casos tenemos: al Club Sport Coyona Lima, fundado en el 2017. Es un equipo de fútbol 7 y fulbito, perteneciente al deparatmento de Piura. El Sport Lima Lima, fundado en el 2019. Es un equipo de fútbol de Chiclayo. Además el equipo de fútbol Quio Sport Lima Sur. Fundado en el año 2017, perteneciente al Distrito de Chorrillos.